# 오사카부 제11구
오사카부 제11구(大阪府 第11区)는 일본의 중의원 선거구이다. 1994년 공직선거법으로 신설되었다.

## 지역
- 히라카타시
- 가타노시

## 역대 중의원 의원
- 히라노 히로후미 (소속정당: 무소속 → 민주당 → 민주당 → 민진당 → 국민민주당 → 무소속 → 입헌민주당, 임기: 1996년 ~ 2012년. 2017년 ~ ~ 2021년)
- 이토 노부히사 (소속정당: 일본유신회, 임기: 2012년 ~ 2014년)
- 사토 유카리 (소속정당: 자유민주당, 임기: 2014년 ~ 2021년)
- 나카츠카 히로시 (소속정당: 일본유신회, 임기: 2021년 ~ 현재)